# Pteronia unguiculata
Pteronia unguiculata là một loài thực vật có hoa trong họ Cúc. Loài này được S.Moore miêu tả khoa học đầu tiên.